# Felice Torelli

Felice Torelli

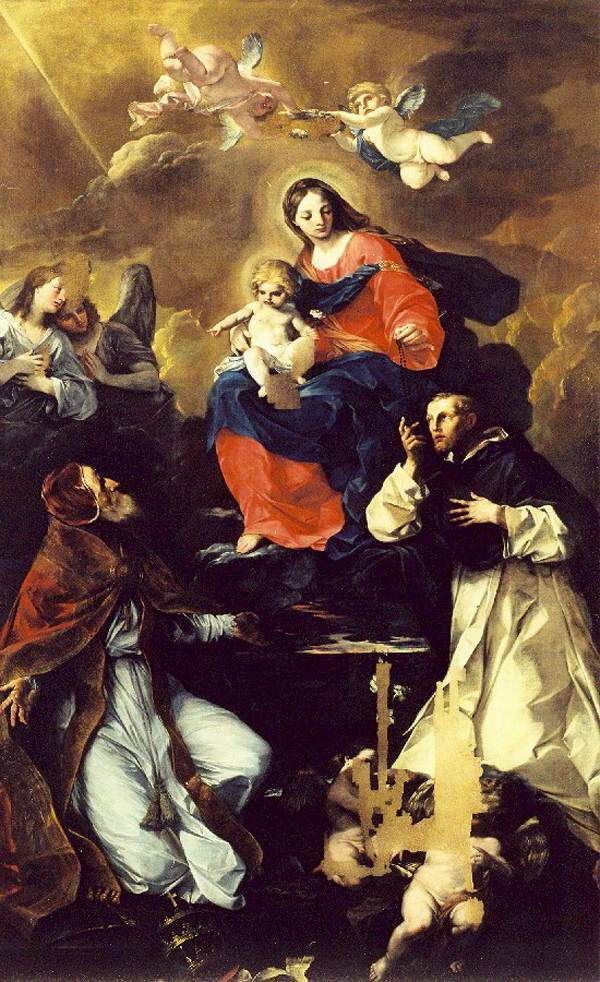
Felice Torelli: La Vergine col Bambino, Angeli e Santi, etwa 1700

Felice Torelli (* 9. September 1667 in Verona; † 11. Juni 1748 in Bologna) war ein italienischer Maler aus der Künstlerfamilie Torelli.

## Leben
Felice Torelli war Schüler von Santo Prunati und Giuseppe dal Sole und arbeitete in Bologna, wo er für seine Altarbilder bekannt wurde. Er heiratete die Malerin Lucia Casalini (1677–1762), die ebenfalls Schülerin von dal Sole war und durch ihre Porträts hervortrat, ihr Selbstporträt hängt in den Uffizien. Torellis Werke finden sich in Bergamo, der Pinakothek von Bologna, sowie in der dortigen Universitätsbibliothek und den Kirchen der Stadt. Weitere Werke mit vornehmlich religiösen Motiven finden sich vornehmlich in Kirchen in Faenza, Ferrara, Mailand, Pisa und Verona.
Sein Sohn Stefano arbeitete in Deutschland und Russland.